# Доња Трнава (Ниш)
Доња Трнава је насељено место у градској општини Црвени Крст на подручју града Ниша у Нишавском округу. Налази се у Алексиначкој котлини, на око 15,5 км северозападно од Ниша. Према попису из 2022. било је 508 становника (према попису из 1991. било је 728 становника).

## Историја
Први пут се помиње под називом Трнава у нишком дефтеру 1498. године са 73 хришћанске и 2 муслиманске куће, 36 неожењених, 16 удовичких кућа, једном ливадом и дажбинама у износу 12.316 акчи. Четрдесет хришћана из села било је обавезно да храни и одржава једног поштанског коња. Преко села је водио Цариградски друм; на друму се у селу налазила мензилхана (поштанска станица), као приземљуша са сламним кровом и врло неугледна. У периоду 1459—1683. године на друму се налазио и чардак обележен на турским и аустријским картама као Трнавица.
У турском попису 1516. године Трнава је уписана као село са 65 хришћанских и 4 муслиманске куће, 12 неожењених, 6 удовичких кућа и са дажбинским обавезама у износу 12.362 акче. У селу се налазила једна царска ливада, а радила су и два рајинска млина.
Први пут се село спомиње под називом Доња Трнава у турском попису 1526. године са 25 хришћанских и 8 муслиманских кућа, 5 неожењених и 3 неспособна лица, док су дажбинске обавезе опале на 5.033 акче.
Село се спомиње и у каснијим ратовима, а посебно за време сељачких буна које су избијале у првој половини 19. века. После ослобођења од Турака 1878. године почело се насељавати углавном ново становништво, досељено из разних крајева. Староседелачко становништво већ се раније највећим делом било раселило. Године 1878/79. Доња Трнава је постала седиште општине којој су припадала села Берчинац, Доња Топоница, Горња Топоница и Дражевац.
Доња Трнава је за време Другог светског рата била позната партизанска база и неосвојиво упориште народноослободилачког покрета.
Године 1991. Доња Трнава је село пољопривредног карактера са 728 становника.

## Саобраћај
До насеља се може доћи приградским линијама 29 ПАС Ниш - Чамурлија - Горња Топоница - Мезграја - Доња Топоница - Доња Трнава - Горња Трнава и линијом 29А ПАС Ниш - Медошевац - Поповац - Трупале - Вртиште - Мезграја - Доња Топоница - Доња Трнава - Горња Трнава.

## Демографија
У насељу Доња Трнава живи 549 пунолетних становника, а просечна старост становништва износи 49,7 година (46,7 код мушкараца и 52,7 код жена). У насељу има 203 домаћинстава, а просечан број чланова по домаћинству је 2,5.
Ово насеље је великим делом насељено Србима (према попису из 2002. године), а у последња три пописа, примећен је пад у броју становника.
|  |

| Демографија | Демографија | Демографија |
| Година      | Становника  | Становника  |
| ----------- | ----------- | ----------- |
| 1948.       | 1.010       |             |
| 1953.       | 972         |             |
| 1961.       | 987         |             |
| 1971.       | 866         |             |
| 1981.       | 829         |             |
| 1991.       | 728         | 724         |
| 2002.       | 705         | 697         |
| 2011.       | 647         |             |
| 2022.       | 508         |             |

| Етнички састав према попису из 2002.‍ | Етнички састав према попису из 2002.‍ | Етнички састав према попису из 2002.‍ | Етнички састав према попису из 2002.‍ | Етнички састав према попису из 2002.‍ |
| ------------------------------------ | ------------------------------------ | ------------------------------------ | ------------------------------------ | ------------------------------------ |
|                                      |                                      |                                      |                                      |                                      |
| Срби                                 | Срби                                 |                                      | 678                                  | 97,27%                               |
| Роми                                 | Роми                                 |                                      | 8                                    | 1,14%                                |
| Бугари                               | Бугари                               |                                      | 4                                    | 0,57%                                |
| Муслимани                            | Муслимани                            |                                      | 2                                    | 0,28%                                |
| непознато                            | непознато                            |                                      | 4                                    | 0,57%                                |

| Година пописа     | 1948. | 1953. | 1961. | 1971. | 1981. | 1991. | 2002. |
| ----------------- | ----- | ----- | ----- | ----- | ----- | ----- | ----- |
| Број домаћинстава | 211   | 214   | 233   | 229   | 241   | 227   | 228   |

| Број чланова      | 1  | 2  | 3  | 4  | 5  | 6  | 7 | 8 | 9 | 10 и више | Просек |
| ----------------- | -- | -- | -- | -- | -- | -- | - | - | - | --------- | ------ |
| Број домаћинстава | 45 | 50 | 48 | 38 | 29 | 15 | 3 | 0 | 0 | 0         | 3,06   |

| Пол    | Укупно | Неожењен/Неудата | Ожењен/Удата | Удовац/Удовица | Разведен/Разведена | Непознато |
| ------ | ------ | ---------------- | ------------ | -------------- | ------------------ | --------- |
| Мушки  | 301    | 79               | 184          | 32             | 6                  | 0         |
| Женски | 310    | 39               | 187          | 72             | 11                 | 1         |
| УКУПНО | 611    | 118              | 371          | 104            | 17                 | 1         |

| Пол    | Укупно                    | Пољопривреда, лов и шумарство | Рибарство                            | Вађење руде и камена | Прерађивачка индустрија       |
| ------ | ------------------------- | ----------------------------- | ------------------------------------ | -------------------- | ----------------------------- |
| Мушки  | 141                       | 25                            | 0                                    | 0                    | 45                            |
| Женски | 81                        | 11                            | 0                                    | 0                    | 10                            |
| УКУПНО | 222                       | 36                            | 0                                    | 0                    | 55                            |
| Пол    | Производња и снабдевање   | Грађевинарство                | Трговина                             | Хотели и ресторани   | Саобраћај, складиштење и везе |
| Мушки  | 2                         | 8                             | 14                                   | 1                    | 5                             |
| Женски | 0                         | 3                             | 22                                   | 0                    | 0                             |
| УКУПНО | 2                         | 11                            | 36                                   | 1                    | 5                             |
| Пол    | Финансијско посредовање   | Некретнине                    | Државна управа и одбрана             | Образовање           | Здравствени и социјални рад   |
| Мушки  | 0                         | 4                             | 7                                    | 6                    | 15                            |
| Женски | 3                         | 1                             | 1                                    | 9                    | 18                            |
| УКУПНО | 3                         | 5                             | 8                                    | 15                   | 33                            |
| Пол    | Остале услужне активности | Приватна домаћинства          | Екстериторијалне организације и тела | Непознато            | Непознато                     |
| Мушки  | 2                         | 0                             | 0                                    | 7                    | 7                             |
| Женски | 3                         | 0                             | 0                                    | 0                    | 0                             |
| УКУПНО | 5                         | 0                             | 0                                    | 7                    | 7                             |

## Споменици културе

### Црква Светог пророка Илије
Црква светог пророка Илије je подигнута је 1895. године, трудом свештеника Аранђела Д. Поповића. Освештана је 1896. године од стране епископа нишког Инокентија. Храм је претрпео мања оштећења у Првом и Другом светском рату.

## Спомен парк
У самом центру села, испред Дома културе, налази се спомен-парк посвећен борцима који су страдали у ослободилачким ратовима 1912—1918. године, као и у Народно-ослободилачкој борби у Другом светском рату. До самог спомен парка постоји уређена стаза. У спомен парку налазе се делови један преко пута другог са мермерним плочама са уписаним именима и презименима страдалих особа житеља Доње Трнаве. Оно што се може забележити да је споменику потребна рестаурација како би се сачувао за наредне генереације.

## Галерија
- Дом културе
- Дом културе - поглед на главни улаз
- Споменик палим борцима у Првом и Другом светском рату
- Споменик палим борцима у Првом и Другом светском рату - главни прилаз